# Република Македонија (1991)
Република Македонија (скраћено Македонија) била је једна од шест република које су сачињавале Социјалистичку Федеративну Републику Југославију (СФРЈ) постојала је од 7. јуна 1991. променом назива Социјалистичка Република Македонија у Република Македонија па све до 8. септембра 1991. када постаје независна од СФРЈ.
Спадала је међу најнеразвијеније југословенске републике, а по величини је била четврта. Главни град је био Скопље. Конститутиван народ били су Македонци, а званичне народности биле су — Албанци.

## Историја
Доласком на власт сепаратистичких политичких снага долази до спровођења политике која је довела до независности Македоније од СФРЈ и увођења капиталистичког економског система.

## Функционери Републике Македоније
- Председник Председништва
  - Киро Глигоров (7. јун 1991 — 8. септембар 1991)
- Председник Извршног већа
  - Никола Кљусев (7. јун 1991 — 8. септембар 1991)